# Wilhelm Schacht (Botaniker)

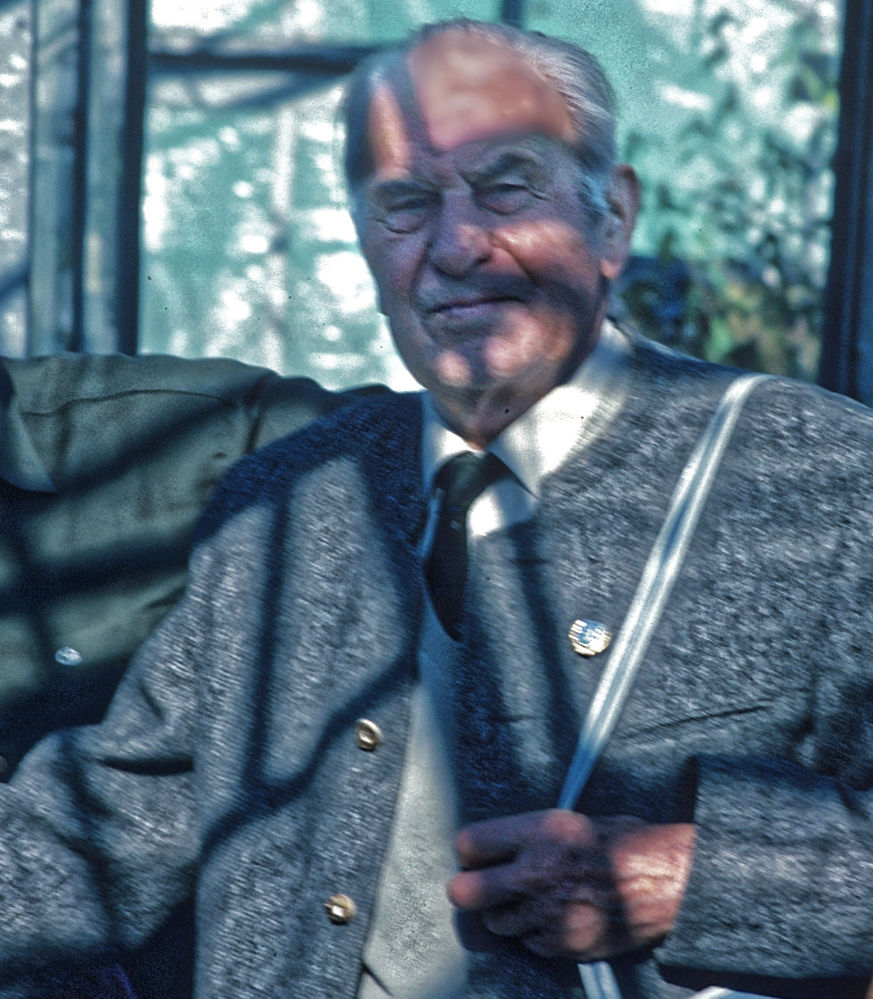
Wilhelm Schacht, 1988

Wilhelm Schacht  (* 11. Dezember 1903 in München; † 17. Februar 2001 in Frasdorf) war ein deutscher Botaniker, Gärtner, Fotograf und Autor. Er erlangte große Bekanntheit als leitender Mitarbeiter des Botanischen Gartens München-Nymphenburg, dessen Freilandabteilung er 21 Jahre lang betreute.

## Der Gärtner
Geboren in München als Sohn des deutschen Kunstmalers Wilhelm M. Schacht (1872–1951) begann Wilhelm Schacht 1918 eine Gärtnerlehre in einem Gartenbaubetrieb in Rothenburg. Nach Abschluss der Lehre verdingte er sich 1920 als Gärtnergehilfe in einer Gärtnerei in Rastenburg bei Weimar. Dort lernte er Leo Jelitto kennen, einen damals bekannten Gärtner und Botaniker, der später Mitherausgeber des zehnbändigen Fachbuchs die „Freiland-Schmuckstauden“ wurde, in die er auch Schacht als Autor und Mitherausgeber einband. Zusammen mit Jelitto schrieb Schacht später mehrere Fachbücher.
1927 wurde Schacht Garteninspektor in den Parkanlagen des Zaren Boris III. an der Schwarzmeerküste. 1936 wurde er Direktor aller Königlichen Gärten Bulgariens. Mit Unterstützung des Monarchen, der selbst botanisch interessiert war, gestaltete er die Königlichen Gärten. In Bulgarien war er bis 1944 tätig. Kurz vor Kriegsende kehrte er nach Deutschland zurück und betreute in Coburg die Gärten des früheren Zaren Ferdinand, der Vater von Zar Boris III. war.

## Der Botaniker
In den Botanischen Garten München-Nymphenburg kam Schacht 1947. Dort leitete er 21 Jahre lang die Freilandabteilung. Einer seiner Schwerpunkte war der Ausbau und die Pflege des Alpengarten auf dem Schachen. Der Schachengarten, wie er auch genannt wird, und das Alpinum im Botanischen Garten hat Schacht wesentlich geprägt. Auf seinen Reisen in alle Welt entdeckte und sammelte er viele Pflanzen, die er botanisch erforschte und in München vermehrte. Bekannt wurde er durch die Spirke, auch Hakenkiefer oder Aufrechte Bergkiefer genannt (Pinus mugo subsp. uncinata), eine Unterart der Gattung Kiefern (Pinus), die bei manchen Autoren auch den Rang einer Art Pinus uncinata hat; er brachte sie als Sämling aus den Pyrenäen nach München-Nymphenburg und kultivierte sie dort. Nachfolger Wilhelm Schachts in der Betreuung des Alpengartens auf dem Schachen sowie des Alpinums im Botanischen Garten München-Nymphenburg wurde sein Sohn Dieter Schacht.

Schacht war befreundet mit Ernst von Siemens, der ein exzellenter Pflanzenkenner war und mit der von ihm gegründeten Carl Friedrich von Siemens Stiftung alpinpflanzenaffine Projekt im Botanischen Garten München-Nymphenburg unterstützte. In Schachts Ära flossen insgesamt 1,6 Millionen DM aus der Siemensstiftung in Schau- und Anzuchtgewächshäuser des Botanischen Gartens. Zusammen mit Siemens initiierte Schacht die „Gesellschaft der Freunde des Botanischen Gartens München“. Die bekannteste bis heute von der Gesellschaft der Freunde und Ernst von Siemens initiierte und erhaltene Einrichtung ist das Alpinpflanzengewächshaus in München-Nymphenburg, in dem zahlreiche empfindliche alpine Pflanzen kultiviert und zur Schau gestellt werden.
Befreundet war Schacht auch mit dem Maler Claus Caspari (1911–1980), der im Zusammenhang mit Schacht im Botanischen Garten München-Nymphenburg viele seiner Blumengemälde, insbesondere von Orchideen schuf.

## Der Autor und Fotograf

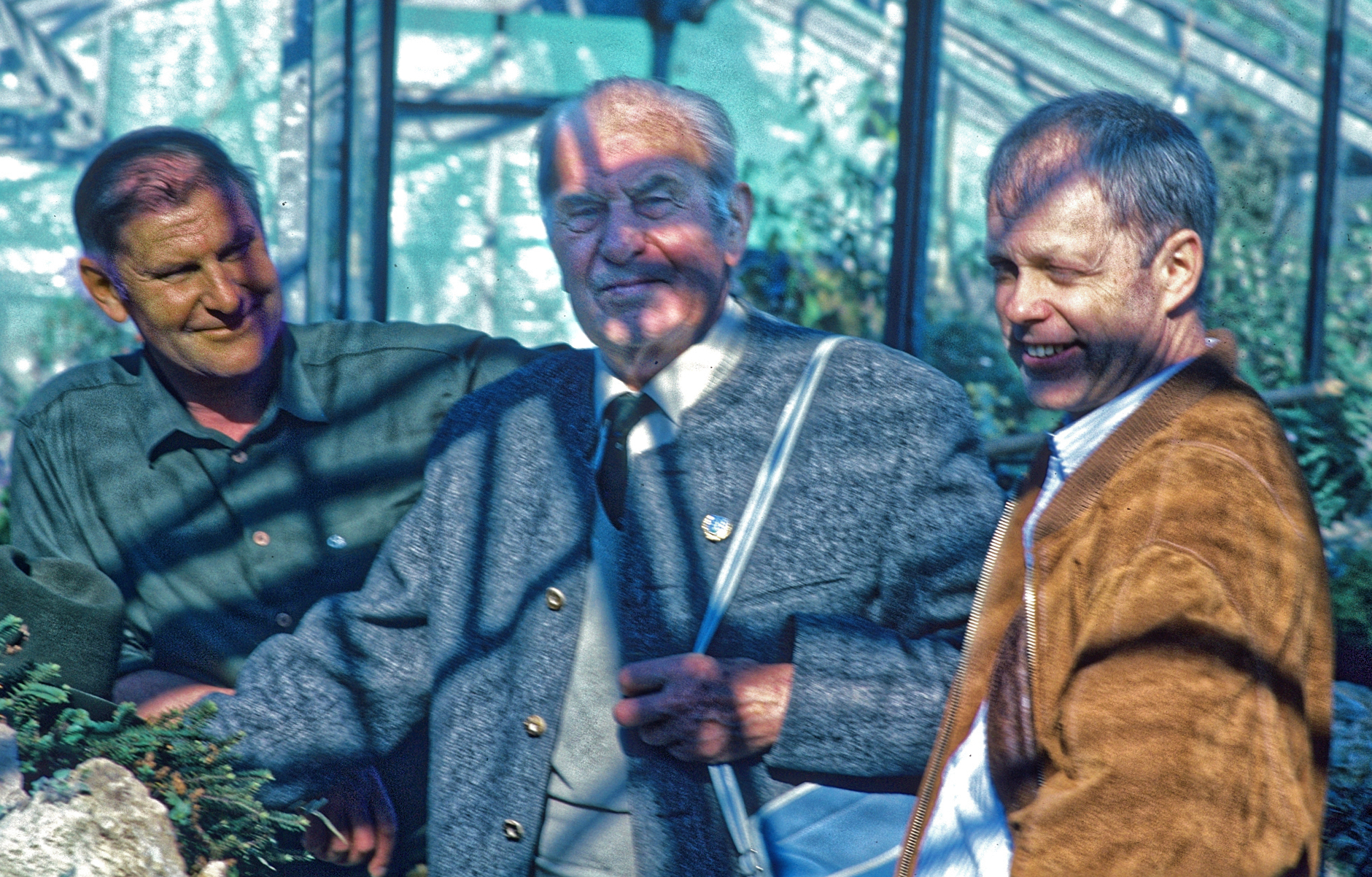
Wilhelm Schacht (1988), mit Sohn Dieter und BR-Autor John A. Ferguson

Lange vor seiner Pensionierung im Jahre 1986 hatte Schacht die Fotografie zu seinem zweiten Hobby auserkoren. Seine zahllosen Artikel in gärtnerischen und botanischen Fachpublikationen stattete er mit seinen eigenen Bildern aus. Sein erstes großes Buch über die „Freiland-Schmuckstauden“ ist seit 1950 ein Standardwerk. Er brachte es zusammen mit Leo Jelitto, heraus, spätere Ausgaben betreute er zusammen mit Alfred Feßler. 1953 folgte das Buch „Der Steingarten“, ebenfalls ein Standardwerk und eins der bekanntesten Bücher von Wilhelm Schacht. 1953 folgte „Blumenzwiebeln für Garten und Heim“, 1971 „Frühjahrsboten, Erster Blütenflor im Garten“ und 1976 „Blumen Europas“. Zudem war Schacht bis ins hohe Alter ein gefragter Experte und Interviewpartner für Zeitungen, Hörfunk und Fernsehen.

## Ehrungen
Wilhelm Schacht war Ehrenmitglied der Bayerischen Botanischen Gesellschaft, Ehrenmitglied der englischen Alpine Garden Society, korrespondierendes Mitglied der Lily Society, Mitglied der Rock Garde Society in Schottland der britischen Royal Horticultural Society.
1996 erhielt Wilhelm Schacht von der Gesellschaft der Freunde des Botanischen Gartens München die Ernst von Siemens-Medaille.

## Werke (Auswahl)
- Wilhelm Schacht: Der Steingarten und seine Welt: Ein Handbuch f. Liebhaber u. Fachmann über d. Pflanzen, Anlage u. Pflege grosser u. kleiner Steingärten im Freien u. unter Glas. 3. Auflage. Ulmer-Verlag, Stuttgart 1960, S. 230.
- Wilhelm Schacht: Der Steingarten. 4. Auflage. Ulmer-Verlag, Stuttgart 1968, S. 222.
- Wilhelm Schacht, Johann Leinfelder: Zimmerpflanzen leicht gepflegt. Obst- u. Gartenbauverlag, München 1970, ISBN 3-87596-055-6, S. 48.
- Wilhelm Schacht: Das Blütenjahr im Garten. 4. Auflage. Obst- u. Gartenbauverlag, München 1970, ISBN 3-87596-056-4, S. 44.
- Wilhelm Schacht: Frühjahrsboten: Erster Blütenflor im Garten. 4. Auflage. Ulmer-Verlag, Stuttgart 1971, ISBN 3-8001-6047-1, S. 160.
- Wilhelm Schacht: Blumen Europas: ein Naturführer für Blumenfreunde. 1. Auflage. Parey-Verlag, Hamburg 1976, ISBN 3-489-77222-9, S. 203.
- Hans Simon, Wilhelm Schacht, Leo Jelitto: Die Freiland-Schmuckstauden. Handbuch und Lexikon der winterharten Gartenstauden. 4. überarbeitete Auflage. Ulmer-Verlag, Stuttgart 1990, ISBN 3-8001-6378-0.